# Grumolo delle Abbadesse
Grumolo delle Abbadesse település Olaszországban, Veneto régióban, Vicenza megyében. Lakosainak száma 3830 fő (2023. január 1.). Grumolo delle Abbadesse Gazzo, Longare, Torri di Quartesolo, Camisano Vicentino, Grisignano di Zocco és Montegalda községekkel határos.

## Népesség
A település népességének változása:
| Lakosok száma | 3742 | 3748 | 3830 |
|               | 2017 | 2018 | 2023 |